# 賀狄干
賀狄干（？—400年代），代人，北魏官员。
賀狄干屬小族，世代忠厚，為將以公平允當著稱，不久遷任北部大人。登國初年，他和長孫嵩一起工作，審理案件精明，獲人民尊敬愛戴。魏道武帝派他帶著一千匹馬向後秦姚萇請婚，當時姚萇剛去世，姚興拒絕了請婚，並率領弟弟姚平入侵平陽；道武帝平定戰亂，抓拿後秦將領狄伯支、唐小方四十多人。天賜年間，朝廷下令北新侯安同送唐小方到長安，之後柔然社崘與姚興和親，送八千匹馬到後秦。過河後，夏國赫連勃勃怨恨姚興與柔然交好，就背叛姚興，半路拦截社崘的馬。姚興就遣使到北魏，請求以千匹駿馬贖回狄伯支，並而遣還賀狄干。道武帝考慮此舉可以離間二國，於是准許。
賀狄干在長安幽閉期間熟讀書史，通曉《論語》、《尚書》，舉止像一名儒者。魏道武帝在賜封功臣時亦遙賜他爵位襄武侯，加秦兵將軍，後來賀狄干回國，道武帝留意到他的言語著裝類似羌族人，以為他敬仰學習之，故對他怨恨，不久殺死他。

## 引用
1. 1 2  《魏書·卷二十八·列傳第十六》：賀狄干，代人也。家本小族，世忠厚，為將以平當稱。稍遷北部大人。登國初，與長孫嵩為對，明於聽察，為人愛敬。
2. 1 2  《北史·卷二十·列傳第八》：賀狄干，代人也。家本小族，世忠厚，為將以平當稱。稍遷北部大人。登國初，與長孫嵩為對。明于聽察，為人愛敬。
3. ↑  《魏書·卷二十八·列傳第十六》：太祖遣狄干致馬千匹，結婚於姚萇。會萇死興立，因止狄干而絕婚。興弟平率眾寇平陽，太祖討平之，擒其將狄伯支、唐小方等四十餘人。天賜中，詔北新侯安同送唐小方於長安。後蠕蠕社崘與興和親，送馬八千匹。始濟河，赫連屈孑忿興與國交好，乃叛興，邀留社崘馬。興乃遣使，請以駿馬千匹贖伯支而遣狄干還。太祖意在離間二寇，於是許之。
4. ↑  《北史·卷二十·列傳第八》：後興以駿馬千匹贖伯支，而遣狄幹還，帝許之。
5. ↑  《魏書·卷二十八·列傳第十六》：狄干在長安幽閉，因習讀書史，通論語、尚書諸經，舉止風流，有似儒者。初，太祖普封功臣，狄干雖為姚興所留，遙賜爵襄武侯，加秦兵將軍。及狄干至，太祖見其言語衣服，有類羌俗，以為慕而習之，故忿焉，既而殺之。
6. ↑  《北史·卷二十·列傳第八》：幹在長安，因習讀書史，通《論語》、《尚書》諸經，舉止風流，有似儒者。初，帝普封功臣，狄幹雖為姚興所留，遙賜狄幹爵襄武侯，加秦兵將軍。及狄幹至，帝見其言語衣服類中國，以為慕而習之，故忿焉，既而殺之。

## 延伸阅读
[在维基数据编辑]
 《魏書·卷28》，出自魏收《魏书》
 《北史·卷020》，出自李延壽《北史》